# Gerard Zalewski
Gerard Zalewski (ur. 2 sierpnia 1932 w Sompolnie, zm. 30 października 2011 w Olsztynie) – polski reżyser i scenarzysta filmowy.
Ukończył PWSTiF w Łodzi na Wydziale Reżyserii w 1956 roku. Mąż reżyser dubbingu Marii Piotrowskiej.
Został pochowany na cmentarzu na Mani w Łodzi.

## Filmografia
- 1962: Jadą goście jadą... – reżyseria
- 1975: Dom moich synów  – reżyseria
- 1976: Zielone, minione... – scenariusz i reżyseria
- 1978: Znaki zodiaku – scenariusz i reżyseria
- 1978: Justyna – scenariusz i reżyseria
- 1978: Dorota – reżyseria
- 1979: Wiśnie – reżyseria
- 1980: Ciosy – reżyseria
- 1985: Tętno – scenariusz i reżyseria
- 1985: Mokry szmal – scenariusz i reżyseria